# زوي بيركت
زوي بيركت (بالإنجليزية: Zoe Birkett)‏ هي مغنية وممثلة بريطانية، ولدت في 16 يونيو 1985 في كونست ‏ في المملكة المتحدة.

## وصلات خارجية
- زوي بيركت على موقع IMDb (الإنجليزية)
- زوي بيركت على موقع ميوزك برينز (الإنجليزية)
- زوي بيركت على موقع ديسكوغز (الإنجليزية)